# 羽齒獸
羽齒獸（Ptilodus），中上古時代的哺乳動物，已於冰河時期滅絕之動物屬項。該動物為草食動物，最大特徵在於牙齒擁有齧齒動物的長門牙，另外也有尖銳的剪齒。而最主要的咀嚼為後顎的臼齒，據研考推算，後顎亦擁有強而有力的咀嚼肌肉。